# Леонтий Махера

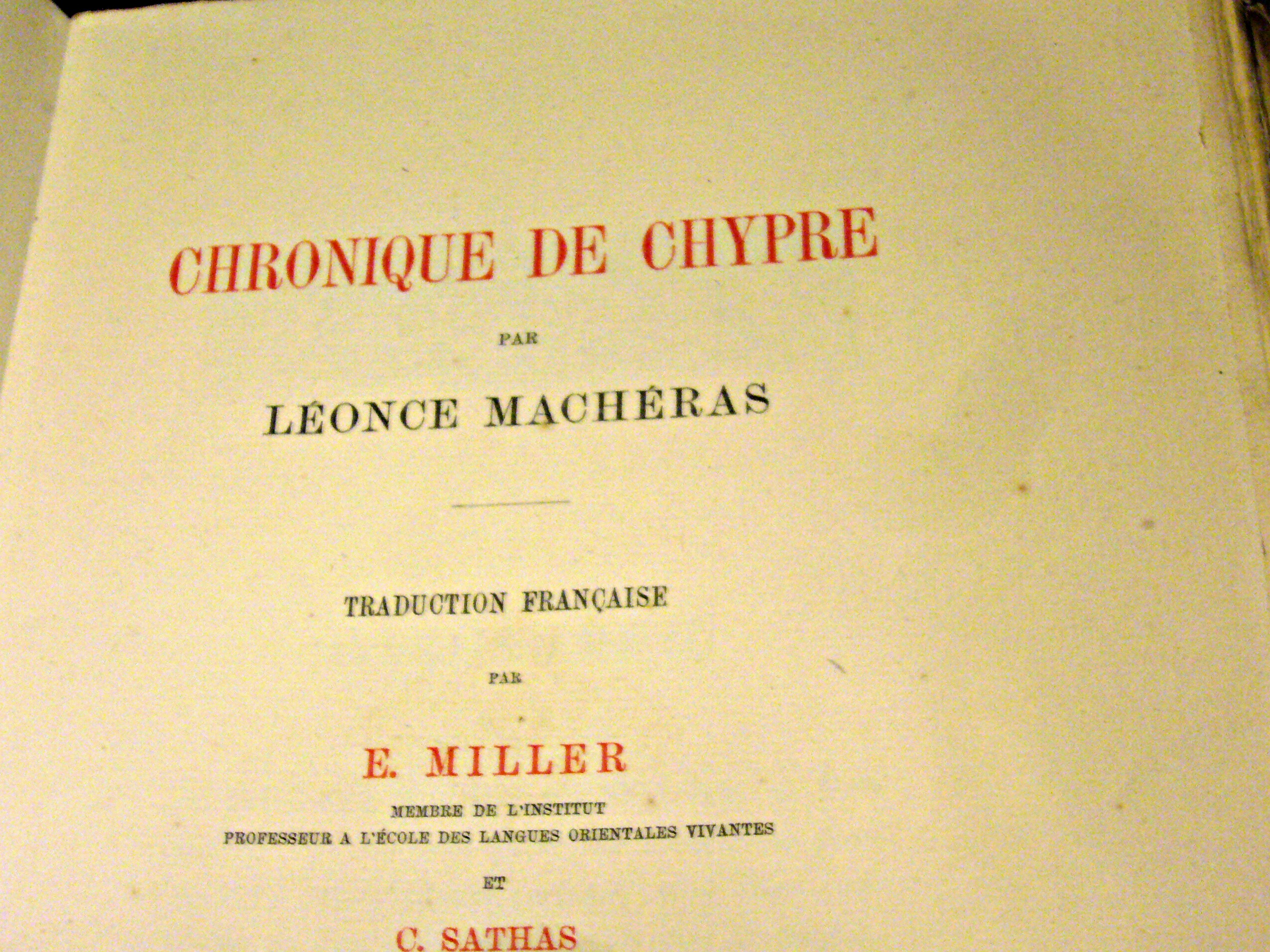
Кипрская хроника или «Повесть о сладкой земле Кипр» - Музей Левентис, Никосия, Кипр

Леонтий Махера (греч. Λεόντιος Μαχαιράς; ок. 1380 — 1-я пол. XV века) — средневековый кипрский хронист эпохи Лузиньянов, автор Кипрской хроники («Повести о сладкой земле Кипр») — главного источника по истории Кипрского королевства с 1190 по 1432 год.

## Биография
Кипрский греческий род Махера, относившийся, очевидно, к местным феодальным семействам, перешел на службу к династии Лузиньянов, сохранив при этом православную веру и родной язык. Леонтий Махера родился около 1380 года в семье весьма уважаемого при королевском дворе православного священника Ставриноса Махеры. Отец Леонтия участвовал в выборах короля Жака I де Лузиньяна в 1382 году, а старший брат Леонтия, лучник Николай Махера, участвовал в защите Киренийского замка во время Кипро-генуэзской войны 1373—1374 годов. Другой брат Леонтия, Пётр Махера, также находился на королевской службе: в 1402 году он участвовал в подготовке неудавшегося захвата Фамагусты, а в 1427 году принимал не последнее участие в подавлении крестьянского восстания в Лемесосе.
Леонтий получил приличное образование и кроме греческого хорошо знал французский язык (в Кипрской хронике Махера употребляет много французских слов). Согласно свидетельству самого Леонтия Махеры, он служил секретарем у франко-кипрского феодала Жана де Нореса, а позднее работал непосредственно при королевском дворе. В 1426 году Леонтий Махера принимал участие в отражении нападения на Кипр египетских мамлюков, закончившегося пленением короля Януса, исполняя обязанности секретаря сира Бадина де Нореса, отвечавшего за поставки вина в военный лагерь под Хирокитией. В 1432 году Леонтий Махера был послан королём Жаном II (1432—1458) с дипломатической миссией к турецкому бейлербею Ибрахим-беку Караманиду в Конью.
Благодаря своему нахождению при дворе Леонтий Махера хорошо знал политическую обстановку в королевстве и был очевидцем многих значительных государственных событий. Близость ко двору давала ему отличную возможность использовать при написании хроники королевские архивы и собрания более ранних сочинений, многие из которых были в дальнейшем безвозвратно утрачены для последующих историков Кипрского королевства. Сам Махера часто замечает в своей хронике, что о том или ином событии он почерпнул сведения в сочинении, хранящемся в королевском дворце.
Леонтий Махера умер в 1-й пол. XV века, вероятно, в период правления короля Жана II (1432—1458). Точная дата смерти Махеры, равно как и точная дата его рождения, неизвестна.

## Кипрская хроника
Кипрская хроника или «Повесть о сладкой земле Кипр» Леонтия Махеры написана на кипрском диалекте греческого языка XIV—XV веков. Считается, что эта работа Махеры оказала существенное влияние на всю последующую хронистику Кипра. Хроника состоит из пяти книг: в первой сжато описываются события, имевшие значение для Кипра со времён правления императора Константина Великого до прибытии на остров в качестве сеньора Ги де Лузиньяна и далее более подробно до 1358 года. Вторая книга хроники посвящена периоду правления короля Пьера I де Лузиньяна (1359—1369), третья — правлению его сына Пьера II (1369—1382), четвёртая — правлению короля Жака I де Лузиньяна (1382—1398), пятая — правлению его сына Януса (1398—1432). 
Вероятно неизвестным продолжателем Леонтия Махеры была написана (или дописана) шестая книга, в которой сжато и во многом схематично рассказывается о правлении короля Жана II (1432—1458) и его дочери Шарлотты. Повествование доведено до 1487 года. В ней в хронологическом порядке указаны только самые важные события в королевстве того периода.
Кипрская хроника Леонтия Махеры широко использовалась поздними хронистами и переведена на несколько языков. Неполный и некачественный перевод хроники был сделан Диомедом Страмбальди на венецианский диалект итальянского языка. Использование Кипрской хроники прослеживается в хронике Франциско Амади, сведения из сочинения Махеры были заимствованы также и для написания истории Кипра Флорио Бустрона и его продолжателя Георгия Бустрона.